# Hulanki
Hulanki – debiutancka EP polskiej piosenkarki i raperki Young Leosi, wydana 23 września 2021 r. nakładem wytwórni Internaziomale. EP zadebiutowała na 1. miejscu w zestawieniu OLiS oraz zawierała popularne single; „Szklanki”, „Jungle Girl” oraz „Baila Ella”. Na płycie gościnnie ukazali się Żabson i Oliwka Brazil.
Nagrania osiągnęły certyfikat dwukrotnie platynowej płyty.

## Tło
Young Leosia największą popularność zyskała w 2021 dzięki singlowi „Szklanki”, który dostał się na szczyt polskiej listy Apple Music oraz Spotify. Do utworu nakręciła teledysk, który do września 2021 został wyświetlony ponad 21 mln razy w serwisie YouTube. Dzięki popularności tego oraz innych singli Young Leosia 23 września wydała EP Hulanki, która osiąga komercyjny sukces i debiutuje na 1. miejscu OLiS. W ramach promocji krążka w preorderze do płyty w wersji deluxe dodawane były szklanki. Zdjęcie na okładce zostało wykonane w Energylandii. Możliwą inspiracją okładki był mixtape Demidevil. Za produkcję utworów odpowiadali tacy producenci jak: Borucci, Deemz, Palmmanny, Pedro, SecretiveSuicide. Za miks i mastering utworów odpowiadał Janusz Walczuk, polski raper i realizator muzyczny.

## Lista utworów
Opracowano na podstawie materiału źródłowego.
1. „Pościg” – 2:27
2. „Szklanki” – 2:42
3. „Baila Ella” – 3:17
4. „Wyspy” – 3:23
5. „Jungle Girl” (gościnnie: Żabson) – 2:24
6. „Stonerki” (gościnnie: Oliwka Brazil) – 2:27
7. „Solitaire” – 2:54